# 5743 Kato
5743 Kato eller 1990 UW är en asteroid i huvudbältet som upptäcktes den 19 oktober 1990 av de båda japanska astronomerna Toshimasa Furuta och Makio Akiyama vid Susono-observatoriet. Den är uppkallad efter den japanske bergsklättraren Yasuo Katō.
Asteroiden har en diameter på ungefär 5 kilometer.